# Hotel y domicilio
Hotel y domicilio es una película española de thriller estrenada en 1995, coescrita y dirigida por Ernesto del Río y protagonizada en los papeles principales por Jorge Sanz y Santiago Ramos.

## Sinopsis
La pareja de Ángel le ha abandonado y un psiquiatra le recomienda que haga deporte y se apunte una agencia de contactos. Allí conocerá a Bruno, un joven chapero que vive ligado a la agencia donde trabaja y a Mavi, una compañera que es prostituta. El pasado de Bruno está empañado por Guillermo, un ex-policía que le protegía tanto como le explotaba, hasta que les separó una condena policial.

## Reparto
- Jorge Sanz ... Bruno
- Santiago Ramos ... Ángel
- Enrique San Francisco	...	Mario
- Anabel Alonso	...	Mavi
- Ramón Barea ... Montero
- Joseba Apaolaza ... Ramón
- José Manuel Cervino ... Guillermo
- Ramón Agirre ... Ramiro
- Jox Berasategui ... Vigilante
- Ion Gabella ... Detenido
- Saturnino García ...	Recepcionista
- Maite Díaz ... Merche
- Txema Blasco ...	Policía juzgado
- Ricardo Franco